# Ruth Berlau
Ruth Berlau (født 24. august 1906 i Charlottenlund, død 16. januar 1974 i Østberlin) var en dansk skuespiller, instruktør, fotograf og dramatiker. Hun var en overgang medlem af Danmarks Kommunistiske Parti.
Berlau er mest kendt for sit tætte samarbejde med Bertolt Brecht og for at have grundlagt Bertolt-Brecht-Archiv i Berlin.